# Whippany River
Der Whippany River ist ein ungefähr 32 km langer Nebenfluss des Rockaway River im nördlichen New Jersey.
Seine Quelle ist im Morris County, in der Mendham Township westlich von Morristown. Die Fließrichtung des mäandrierenden Flusses ist Ost-Nord-Ost durch Morristown und Whippany. Er fließt durch die Troy Meadows und mündet im Hatfield Swamp in den Rockaway, kurz bevor dieser in den Passaic River fließt.
Der Name leitet sich vom Stamm der Whippanong ab, der früher die Gegend besiedelte. Whippanong bedeutet „Platz der Weiden“, nach den am Fluss stehenden Bäumen.